# 尹明拜
尹明拜（緬甸語： 299年—324年）旧译苴蒙伯，罗马拼音：Yinminpaik。緬甸阿梨摩陀国君主，梯明尹之子，在位二十五年。其在末年全国地震达七日之久损失颇重。
| 前任： 梯明尹 | 阿梨摩陀国君主 299年-324年 | 繼任： 拜丁里 |